# Фаррелл (Пенсильвания)
Фаррелл — город в западной части округа Мерсер, Пенсильвания, на берегу реки Шенанго. По данным переписи 2020 года, численность населения составляла 4258 человек. Входит в состав столичного района Янгстаун-Уоррен.
Когда-то прозванный «Волшебным городом», Фаррелл возник практически в одночасье, когда в 1901 году на равнине, граничащей с рекой Шенанго, недалеко от Шарона, на территории, которая тогда была частью городка Хикори (ныне Эрмитаж), был построен сталелитейный завод.
Вначале община называлась Южный Шарон. В 1912 году население достигало 10 000 человек. В то время жители нового города решили взять фамилию Фаррелл в честь промышленника Джеймса А. Фаррелла.
Община была включена в состав района Южный Шарон в 1916 году; в 1920 году ее население достигло максимума в 15 000 человек, а в 1932 году ее статус был повышен до города третьего класса. В 1939 году художнице Вирджинии Вуд Риггс было поручено нарисовать фреску «Мифы о Вулкане и Юноне» в городском почтовом отделении. Фреска была закрашена в 1966 году.
Завод, который со временем стал известен как Roemer Works of Sharon Steel Corporation, служил источником жизненной силы общины до 1992 года, когда он был ликвидирован после объявления о банкротстве. Многие активы были проданы на аукционе британской Caparo Corporation, а затем швейцарской сталелитейной компании Duferco, которая управляет заводом сегодня. В 1987 году штат Пенсильвания признал Фаррелл финансово неблагополучным муниципалитетом.